# Peleteria kuanyan
Peleteria kuanyan là một loài ruồi trong họ Tachinidae.